# ستيفن أهورلو
ستيفن أهورلو (بالإنجليزية: Stephen Ahorlu)‏ (مواليد 5 سبتمبر 1988 في كبانديو) لاعب كرة قدم غاني يلعب حاليا لصالح نادي هارت أوف لايونز الغاني .

## روابط خارجية
- ستيفن أهورلو على موقع الاتحاد الدولي (مؤرشف)  (الإنجليزية)
- ستيفن أهورلو على موقع قاعدة بيانات كرة القدم.إي يو (الإنجليزية)
- ستيفن أهورلو على موقع Soccerway.com (الإنجليزية)
- ستيفن أهورلو على موقع عالم كرة القدم.نت (الإنجليزية)
- ستيفن أهورلو على موقع كووورة